# صحراحجت‌آباد
صحراحجت‌آباد ، روستایی از توابع بخش مرکزی شهرستان برخوار و میمه در استان اصفهان ایران است.

## جمعیت
این روستا در دهستان مورچه خورت قرار دارد و براساس سرشماری مرکز آمار ایران در سال ۱۳۸۵، جمعیت آن زیر سه خانوار بوده‌است.